# KAF Spartak 2020
Questa voce raccoglie le informazioni riguardanti il KAF Spartak nelle competizioni ufficiali della stagione 2020.

## EESL Vysšaja Liga 2020

### Stagione regolare
| Korolëv 12 settembre 2020 4ª giornata | Spartak Moskva | 14 – 49 (0-21 7-14 7-0 0-14) referto | Sankt Petersburg Griffins | Stadion Vympel |

| San Pietroburgo 27 settembre 2020 5ª giornata | Sankt Petersburg Griffins | 54 – 14 (24-14 16-0 0-0 14-0) referto | Spartak Moskva | Stadion Izhorets |

### Playoff
| Ščedrino 24 ottobre 2020, ore 14:30 Semifinale | Podolsk Vityaz | 14 – 21 (0-8 0-6 14-0 0-7) referto | Spartak Moskva | Stadion p. Ščedrino |

| Ščedrino 25 ottobre 2020, ore 14:00 Finale | Sankt Petersburg Griffins | 25 – 6 (8-0 3-0 6-0 8-6) referto | Spartak Moskva | Stadion p. Ščedrino |

## Statistiche di squadra
| Competizione      | %Vittorie | In casa | In casa | In casa | In casa | In casa | In casa | In trasferta | In trasferta | In trasferta | In trasferta | In trasferta | In trasferta | Totale | Totale | Totale | Totale | Totale | Totale |
| Competizione      | %Vittorie | G       | V       | N       | P       | Pf      | Ps      | G            | V            | N            | P            | Pf           | Ps           | G      | V      | N      | P      | Pf     | Ps     |
| ----------------- | --------- | ------- | ------- | ------- | ------- | ------- | ------- | ------------ | ------------ | ------------ | ------------ | ------------ | ------------ | ------ | ------ | ------ | ------ | ------ | ------ |
| Stagione regolare | .000      | 1       | 0       | 0       | 1       | 14      | 49      | 1            | 0            | 0            | 1            | 14           | 54           | 2      | 0      | 0      | 2      | 28     | 103    |
| Playoff           | .500      | 0       | 0       | 0       | 0       | 0       | 0       | 2            | 1            | 0            | 1            | 27           | 39           | 2      | 1      | 0      | 1      | 27     | 39     |
| Totale            | .250      | 1       | 0       | 0       | 1       | 14      | 49      | 3            | 1            | 0            | 2            | 41           | 93           | 4      | 1      | 0      | 3      | 55     | 142    |

## Statistiche personali

### Marcatori
| Giocatore | Ruolo | TD rush | TD recv | TD int | TD p.ret | TD k.ret | TD oth | Xp1 | Xp2 | FG | Saf | Totale |
| --------- | ----- | ------- | ------- | ------ | -------- | -------- | ------ | --- | --- | -- | --- | ------ |
| Prakutin  |       | 0       | 2+1     | 0      | 0        | 1        | 0      | 0   | 0   | 0  | 0   | 24     |
| Sizov     |       | 1+1     | 0       | 0      | 0        | 0        | 0      | 0   | 0+1 | 0  | 0   | 14     |
| Stroev    |       | 0+2     | 0       | 0      | 0        | 0        | 0      | 0   | 0   | 0  | 0   | 12     |
| Arinuškin |       | 0       | 1       | 0      | 0        | 0        | 0      | 0   | 0   | 0  | 0   | 6      |
| Radovič   |       | 0+1     | 0       | 0      | 0        | 0        | 0      | 0   | 0   | 0  | 0   | 6      |
| Dudnik    |       | 0       | 0       | 0      | 0        | 0        | 0      | 4+1 | 0   | 0  | 0   | 5      |
| Team      |       | 0       | 0       | 0      | 0        | 0        | 0      | 0   | 0   | 0  | 1   | 2      |